# Staudruckturbine
1. WEITERLEITUNG Ram-Air-Turbine